# Club Calcio
Club Calcio var ett studioprogram på TV12 som leddes av Jesper Hussfelt. Club Calcio inriktade sig på italienska Serie A och sammanfattade ligans omgångar som gått och därefter snackade upp kvällsmatchen som avslutade omgångarna. Förutom Hussfelt deltog Martin Åslund, Thomas Nordahl, Marcus Birro samt Simon Bank i studion.